# سان جیهای

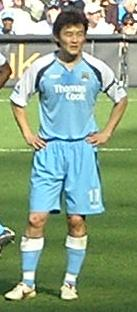
سان جیهای

سان جیهای (انگلیسی: Sun Jihai؛ زادهٔ ۳۰ سپتامبر ۱۹۷۷) یک بازیکن فوتبال اهل جمهوری خلق چین است.